# Hugues Aimery
Pour les articles homonymes, voir Aimery.
Hugues, nommé Aimery, Aimeri ou encore Aimeric, que l'on trouve également chez certains auteurs sous la forme Hugues Adhémar [de Monteil de Rochemaure], mort en juillet 1348, est un prélat français, évêque d'Orange et de Saint-Paul-Trois-Châteaux au XIVe siècle.
Selon certains auteurs, il pourrait être issu d'une branche de la Maison d'Adhémar.

## Nom
Son nom se trouve sous la forme Hugo Aimery dans le Gallia christiana (1715). L'usage courant chez les auteurs contemporains est Hugues Aimery,,.
Son patronyme prend cependant des formes variées dans les publications.

Faustin Poey d'Avant, dans Monnaies féodales de France (1862), donne la forme Aimeri.
Joseph-Hyacinthe Albanès, auteur du Gallia christiana novissima et de notices sur les évêques de Saint-Paul-Trois-Châteaux (1885), le nomme Hugues Aimeric, précisant « sans toutefois l'avoir lu dans les actes qui nous restent de lui mais ce que nous n'admettons pas, c'est qu'il se soit nommé Décan, comme on l'a prétendu à tort », la forme Decan provenant de sa qualité de doyen d'Avignon. Il ajoute, par ailleurs, que « le prétendu Hugues Adhémar est un dédoublement inconsidéré et inadmissible ».
L'abbé Nadal (1858), se référant à Boyer de Sainte-Marthe (1710) et Jean Antoine Pithon-Curt (1750), considérait qu'il s'appelait Hugues Adhémar.
La base numérique des sceaux conservés en France, Sigilla.org, possède deux entrées à son nom « Hugues Aimery. Evêque de Saint-Paul-Trois-Châteaux [1328 - 1348] » et « Hugues Adhémar de Monteil de Rochemaure. Evêque d'Orange [1324 - 1328], Evêque de Saint-Paul-Trois-Châteaux [1328 - 1348] ».

## Biographie

### Origines
Les origines d'Hugues Aimery, en latin Hugo Aymerici, ne sont pas connues.
Les auteurs d'un Inventaires de prélats et de clercs français (2001) indiquent qu'il serait originaire de la province du Quercy.
Selon l'hypothèse de l'abbé Nadal (1858), il serait le fils de Giraud Adhémar, fils de Lambert II de La Garde, issu de la branche des Adhémar de Monteil, seigneurs de Rochemaure.

### Début de carrière
Hugues est chanoine régulier de l'abbaye Saint-Ruf de Valence, de l'ordre de Saint-Augustin. Il passe ensuite au chapitre de l'Église d'Avignon, qui relève du même ordre. Il est prieur de Saint-Pierre de Die.
Il est doyen de la cathédrale d'Avignon, lorsque le pape Jean XXII le nomme sur le siège d'Orange, le 28 mars 1324, afin de remplacer Rostang de Mésoargue. Hugues reçoit le sacrement, à Avignon, le 1er avril 1324, du cardinal Vital du Four, évêque d'Albano.
Si ses origines quercynoises sont prouvées, il pourrait valoir sa carrière au pape. En effet, le médiéviste Bernard Guillemain, dans un article paru dans les Annales du Midi (1962), rappelait comment les pontifs originaires du Midi avaient mis à profit leur position pour favoriser leurs régions d'origines, notamment en recrutant des clercs au service de la Curie.
Il assiste, en 1326, en tant qu'évêque, au concile de Saint-Ruf d'Avignon, présidé par Gasbert de Valle, archevêque d'Arles.

### Au service du pape
À partir de 1323, le pape le charge, aux côtés de l'archevêque de Vienne, Guillaume de Laudun, d'une mission diplomatique permettant afin d'instaurer la paix entre le roi de France, Charles IV le Bel, et l'Angleterre,. Il est ainsi envoyé dans ce pays comme nonce,. En juillet 1326, les deux nonces annoncent au pape l'échec de leur entreprise. Toutefois le pape souhaite que ces deux représentants ppoursuivent leurs efforts pour rétablir la paix, cependant l'état de santé d'Hugues Aimery ne lui permet pas de poursuivre et il est autorisé à rentrer en France. Cet état l'oblige à rédiger un testament.
De retour de sa mission en Angleterre, il est nommé par le pape sur le siège de Saint-Paul-Trois-Châteaux, en 1328. La tradition (notamment Boyer de Sainte-Marthe, 1710) a voulu qu'il soit élu par les chanoines sur ce siège épiscopal en 1340, toutefois, selon Albanès (1885), les sources démontrent qu'il est bien appelé sur ce siège le 6 septembre 1328.
En 1334, son état lui permet de reprendre ses missions diplomatique, il est envoyé avec l'évêque de Marseille, Jean Artaud, en Flandre. L'année suivante, il est toujours nonce et il est chargé de rétablir la paix entre l'Angleterre et l'Écosse. 
Au cours de l'année 1344, le Tricastin connaît des troubles, la famine et la peste, l'obligeant à chercher la protection du pape qui invite la population à ne pas agir contre leur évêque. Il cherche à réformer le chapitre entre 1345 et 1346.

### Fin de carrière
Hugues Aimery fait des dons d'argenterie à la cathédrale au cours de l'année 1348. Il participe à la consécration de celle-ci, le 3 juin.
Il semble mourir au cours du mois de juillet 1348. Son successeur est mentionné dès le 14 août.

## Traces
La collection Lorraine, de Henri de Curzon, conserve le moulage d'un sceau d'Hugues. La base numérique Sigilla présent un sceau de 1326, au nom d'Hugues Adhémar de Monteil et un autre de 1337, au nom d'Hugues Aimery.
Faustin Poey d'Avant, dans son ouvrage Monnaies féodales de France, consacre un chapitre aux monnaies frappées à Saint-Paul-Trois-Châteaux et présente trois pièces au nom de l'évêque. L'auteur précise  que l'évêque a copié le type des évêques de Die, celui des papes d'Avignon et le léopard d'Aquitaine.